# Albin Longren
Albin Kasper Longren (* 18. Januar 1882 in Leonardville, Kansas; † 19. November 1950 in Adin, Kalifornien) war ein US-amerikanischer Luftfahrtpionier. Ab 1911 flog Longren erfolgreich eigene Flugzeugkonstruktionen. Als autodidaktischer Flugzeugkonstrukteur und Pilot machte er mit seinem eigenen Flugzeug Karriere als Barnstormer und wurde im Mittleren Westen als „Birdman“ bekannt.
In den 1920er Jahren gründete er die Longren Aircraft Corporation und baute einige Flugzeugmodelle. Die handgefertigten Flugzeuge von Longren wurden von den Luftfahrtexperten dieser Zeit geschätzt. Longren entwickelte verschiedene Innovationen wie zum Beispiel eine Art Monocoque, das allerdings noch konventionelle Verstärkungen benötigte. Neben der Gründung seines eigenen Unternehmens, arbeitete er bis zu seinem Ruhestand 1945 für viele Jahre für bekannte Unternehmen des Flugzeugbaus wie Spartan, Luscombe und Cessna.

## Frühe Jahre
Longren wurde am 18. Januar 1882 in einer Blockhütte vor den Toren von Leonardville in Kansas geboren. Er war eines von acht Kindern des Farmers Charles Longren und seiner Frau Emma.
Als junger Mann arbeitete er als Eisenwarenverkäufer, war aber auch als Heimwerker bekannt. Als begeisterter Bastler baute er eigene Automobile und Motorräder aus Ersatzteilen. Er diente in der Kansas National Guard und wurde in dieser Eigenschaft im Juni 1910 als Sicherheitskraft auf einem der damals populären Flugshows in Topeka eingesetzt. Longrens Interesse an Flugzeugen entfachte, als er Zeuge des Absturzes eines Flugzeugs wurde. Sofort begann der damals 28-jährige Bastler mit dem Bau seiner eigenen Flugmaschine.

## Karriere in der Luftfahrt

### Topeka I

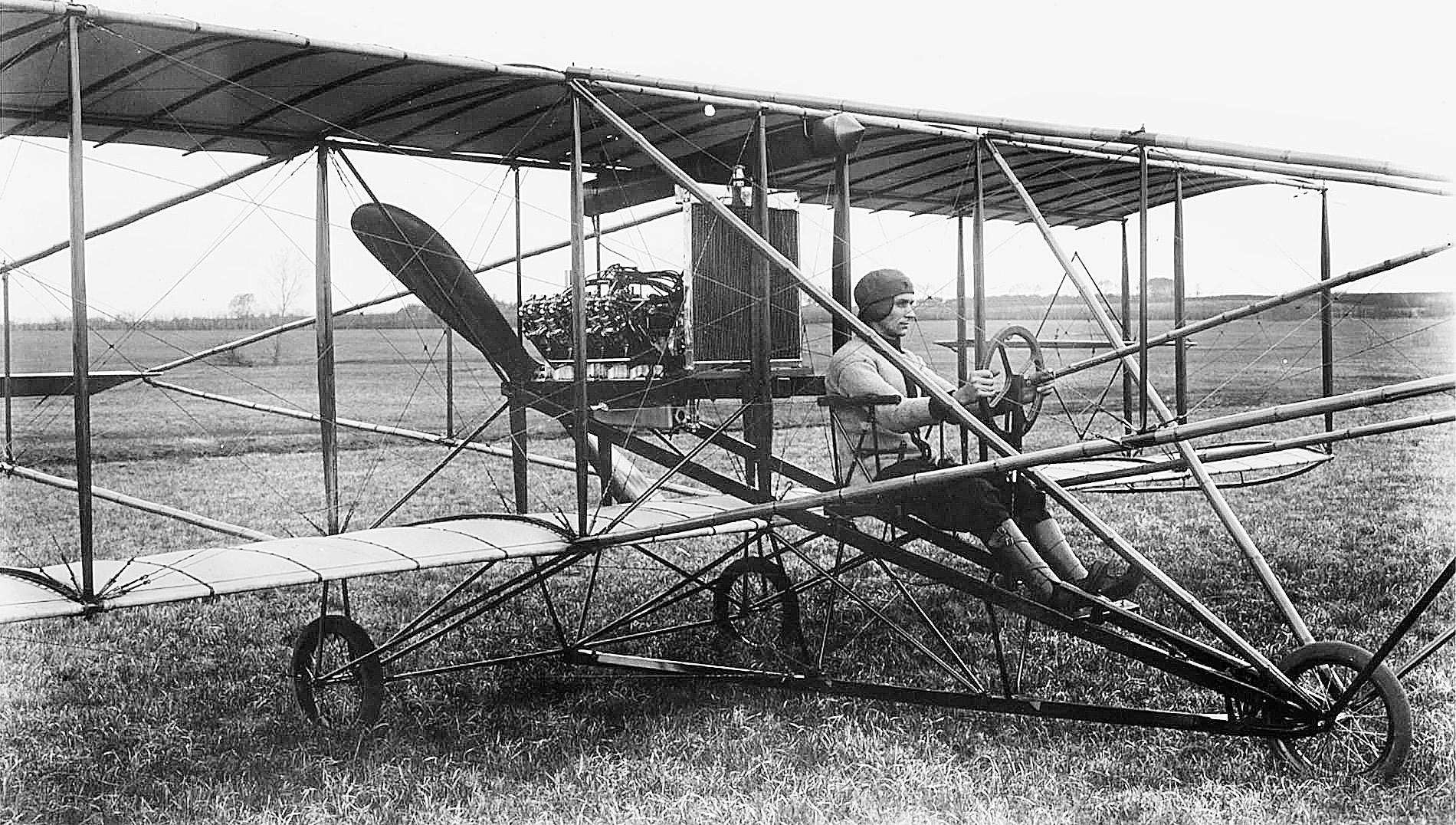
Longren am Steuer der Topeka I

Longren mietete in Topeka Räume für eine kleine Werkstatt und gewann seinen Bruder Ereanius und den befreundeten Mechaniker William Janicke als Mitarbeiter. Zusammen begannen die drei Männer mit der Konstruktion eines Flugzeugs, obwohl sie weder irgendwelche Erfahrungen in der Luftfahrt noch fachkundige Hilfe hatten. Sie bauten ihren Prototypen unter strenger Geheimhaltung, um eventuelle Fehlschläge nicht an die Öffentlichkeit geraten zu lassen. Sie nahmen das Flugzeug sogar auseinander und transportierten es heimlich in Kisten zu ihrem ersten Flugversuch.
Der Doppeldecker in Pusher-Konfiguration hatte Tragflächen aus stoffbespanntem Gerippe, war 12 Meter lang und 9,8 Meter breit und wog 283 Kilogramm. Angetrieben von einem V8-Motor mit 60 PS (44 kW) hatte Longrens erstes Flugzeug, das später Topeka I genannt wurde, seinen Jungfernflug am 2. September 1911.
Drei Tage später flog Longren das Flugzeug während der ersten öffentlichen Vorführung über eine Distanz von insgesamt knapp zehn Kilometer auf einer Höhe von 200 ft (61 m). Danach sagte der freudestrahlende Longren zu einem Reporter einer örtlichen Zeitung: „I’m glad now to let the people of Topeka know what I’ve built.“ – „Ich bin glücklich, die Menschen in Topeka wissen zu lassen, was ich gebaut habe.“

### Longren Aircraft Company

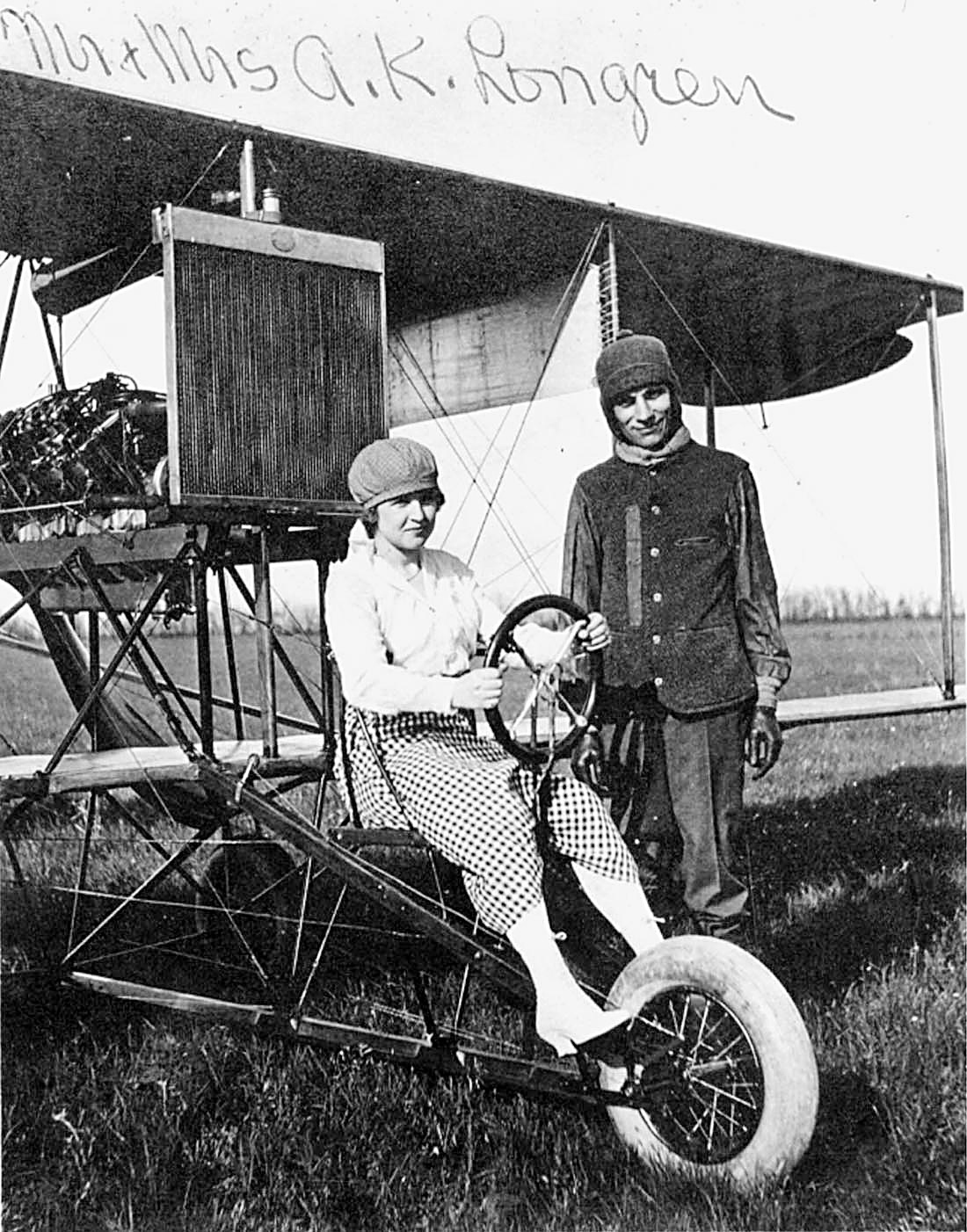
Longren mit seiner Frau Dolly, etwa 1912

Um die Konstruktion neuer Flugzeuge finanzieren zu können, trat Longren regelmäßig auf Flugshows auf. Durch die Teilnahme an Barnstormings in den gesamten Vereinigten Staaten wurde er selbst zu einer beliebten Attraktion und erhielt den Spitznamen „Birdman“. Longren, der nie eine Pilotenausbildung absolviert hatte, absolvierte in den nächsten Jahren über 1.300 Vorführungsflüge.
Bei einer Veranstaltung in Minneapolis lernte Longren Dolly Trent kennen und heiratete sie kurze Zeit später. Seine Frau wurde schnell zu einem unentbehrlichen Teil seines kleinen Unternehmens. Bewundernd sagte Lorngren über sie: „She could repair a plane as well as any man.“ – „Sie kann ein Flugzeug so gut reparieren wie jeder Mann.“ Als ehemalige Schönheitskönigin half Dolly ihrem Mann auch in der Werbung. Sie war das quirlige Gegenstück zu ihrem schweigsamen Ehemann.
Longren gründete die Longren Aircraft Corporation in Topeka und verkaufte seine Flugzeuge per Versandhandel. Er konstruierte und verkaufte zehn verschiedene Modelle, die alle für ihre hohe Qualität und Langlebigkeit bekannt waren. Die Verkaufszahlen waren jedoch nur bescheiden und schwankten stark. Ende 1915 wurde Longren bei einem Unfall während einer Flugshow schwer verletzt und konzentrierte sich danach hauptsächlich auf die Konstruktion von Flugzeugen. Als die Vereinigten Staaten 1917 in den Ersten Weltkrieg eintraten, zog er sich für längere Zeit aus dem Geschäft zurück und diente fast zwei Jahre als Oberinspekteur für Luftfahrzeuge im militärischen Forschungs- und Entwicklungszentrum für Luftfahrt auf dem McCook Field in Ohio.

### Longren AK
Nach Topeka zurückgekehrt, begann er mit einer Konstruktion, die er „The New Longren Airplane“ nannte, auch bekannt als „Longren AK“. Dabei handelte es sich um einen kleinen Doppeldecker mit einem Anzani-Dreizylindersternmotor mit 60 PS (44 kW). Die AK war robust, schnell und wendig. Ihre auffälligste Eigenschaft waren jedoch einklappbare Tragflächen. Im eingeklappten Zustand reduzierten sie die Breite des Flugzeugs von 5,8 auf nur noch 2,7 Meter. Longren hegte die Hoffnung, dass eventuelle Käufer das schmale Flugzeug in Scheunen oder Garagen unterbringen könnten. Die AK sollte das Modell T der Lüfte werden. Mit den neuen Produkten erlangte das Unternehmen 1921, nur zehn Jahre nach Longrens Erstflug, nationale Bekanntheit.

### Rumpfkonstruktionen

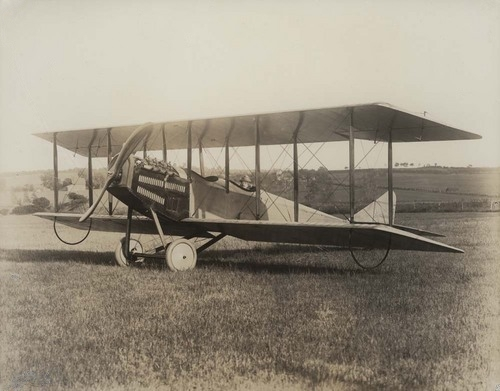
Longren-Doppeldecker Model G von 1916

Die AK wurde nicht zu dem kommerziellen Erfolg, den Longren sich erhofft hatte, jedoch vergrößerten die dafür entwickelten Innovationen sein Ansehen sehr. Im Gegensatz zu den in dieser Zeit gängigen Rumpfkonstruktionen aus einem stoffbespannten, hölzernen Rahmen, konstruierte Longren für die AK praktisch ein Monocoque, das allerdings noch zusätzliche Verstrebungen benötigte. Der Rumpf der AK bestand aus zwei symmetrischen Halbschalen in aerodynamischer Form. Die zwei aus einem vulkanisierten, faserartigen Material bestehenden Hälften formten eine harte Hülle, die auf beiden Seiten durch Holz verstärkt wurde. Die fortschrittliche Konstruktion der AK war bemerkenswert für seine Zeit. Das Magazin Air & Space des Smithsonian Institutes bezeichnete es als das weltweit erste Semimonocoque aus Verbundwerkstoff.
Schließlich zeigte die US-amerikanische Regierung Interesse an Longrens handgefertigten Flugzeugen. Navyinspektor Karl Smith besuchte die Fertigung in Topeka und lobte in seinem Bericht Longrens Fähigkeiten. Obwohl er mehr oder weniger ungeeignete Ausrüstung verwendete, konnte Longren einen erstklassigen Rumpf bauen, den Smith als „phänomenal in seiner Festigkeit und sehr einfach zu produzieren“ bezeichnete. Speziell das dreischichtige Verbundmaterial beeindruckte die Navy, die die Widerstandsfähigkeit des Materials gegenüber Geschossen sehr verblüffend fand. Longren war jedoch nicht in der Lage, ausreichend Kapital zu beschaffen, um die geforderten Mengen zu produzieren, so dass die Navy Geschäfte mit anderen Herstellern abschloss.

### Spätere Arbeiten
Im Gegensatz zu seinem Können als Pilot und Konstrukteur war Longren nicht in der Lage, die finanzielle Seite des Geschäfts zu meistern und musste 1924 Insolvenz anmelden. Er verkaufte die Anlagen und Entwürfe des Unternehmens an neue Investoren, die damit die Alexander Aircraft Company gründeten. Longren selbst arbeitete danach als Berater für verschiedene Luftfahrtunternehmen wie Spartan und Luscombe. Während seiner Karriere erhielt er mehrere luftfahrtbezogene Patente. Seine bedeutendste Arbeit befasste sich mit einem Verfahren zum Streckziehen von Metall in montagefertige Rumpfelemente. Luscombe war das erste Unternehmen, das dieses Verfahren bei seiner Luscombe Phantom anwendete. Die Phantom war das erste massenproduzierte Flugzeug mit einem vollständig aus Aluminium bestehenden semi-monocoque Rumpf. Longren nahm die meisten seiner Patente 1935 mit zu Cessna, wo er drei Jahre als stellvertretender Geschäftsführer arbeitete.
Während der 1930er Jahre entstanden je nach Longrens persönlichen und finanziellen Möglichkeiten neue Inkarnationen der Longren Aircraft. Als letztes und umfangreichstes Unternehmen gründete er 1938 einen Hersteller von Flugzeugrümpfen in Torrance, Kalifornien. Das Unternehmen bestand bis lange nach dem Ausscheiden seines Gründers bis zum April 1959, als es von Aeronca aufgekauft wurde.

## Tod und Vermächtnis
Nach seinem Rückzug aus der Berufswelt zog Longren auf eine Ranch in Aiden in Kalifornien, auf der bis zu seinem Tod 1950 lebte.
Er wird zu den frühen Pionieren der Luftfahrt gezählt, der seine eigenen Entwicklungen mehr oder weniger zeitgleich mit den Brüdern Wright während einer aufregenden Zeit der Luftfahrt vor dem Ersten Weltkrieg baute und flog. Kurz nach dessen Gründung 1928 wurde er in den exklusiven Club von Luftfahrtpionieren Early Birds of Aviation und 1997 in die Hall of Fame des Kansas Aviation Museum aufgenommen. Das einzige noch erhaltene Exemplar von Longrens Flugzeugen – der Doppeldecker von 1914, den er in Abilene zu Bruch flog – ist heute Bestandteil der ständigen Ausstellung des Kansas Museum of History. Longren bleibt ein Lokalheld in Kansas. Die Kansas Aviation Hall of Fame würdigte ihn für seinen besonderen Beitrag zur Luftfahrt. Kansas ist zwar die Heimat von Amelia Earhart und Clyde Cessna und die Stadt Wichita wird als „Air Capital of the World“ gefeiert, aber Longren war der erste erfolgreiche Pilot und Flugzeugbauer in Kansas.